# Microvior

Olika typer av vior:
(1) Genomföringshål,
(2) Blindvia,
(3) Begravd via.
De gråa och gröna lagren är icke-ledande, medan de tunna orangea lagren är ledande.

Microvia (Via: latin för 'bana' eller 'väg') är en genomföring i kretskort (PCB) eller integrerad krets, som kopplar ihop två lager av folieledare. En via kan också användas som mätpunkt för In Circuit Testing (ICT) till exempel. En via är i huvudsak ett litet borrat hål som går genom två eller flera intilliggande lager. Hålet är pläterat med metall (ofta koppar) som bildar en elektrisk förbindelse genom isoleringsskikten.
Vior är ett viktigt problem vid PCB-tillverkning. Eftersom vertikala strukturer korsar flera lager specificeras de annorlunda än det mesta av konstruktionen, vilket ökar risken för fel. De ställer de strängaste kraven på registrering (hur tätt sammanställda olika lager är). De är tillverkade med olika verktyg än andra funktioner - verktyg som vanligtvis har större toleranser. Om antingen hålet eller något lager är något på fel plats, kan fel elektriska anslutningar göras, vilket kanske inte är synligt från ytan. Efter att hålet har borrats måste det också fodras med ledande material, i motsats till att bara lämna ledande material på plats på kopparskikt. Även ett initialt bra kort kan utveckla problem senare eftersom vian reagerar på värme annorlunda än substratet kring den. Vior representerar också en diskontinuitet i den elektriska impedansen, vilket kan orsaka problem för signalintegriteten. 

## Vior i kretskort

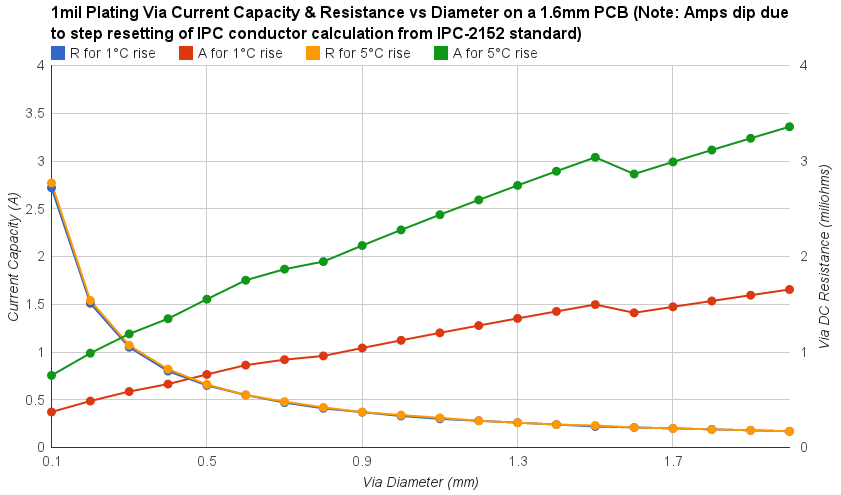
PCB-via strömkapacitetsdiagram som visar 1 mil plätering via strömkapacitet och motstånd kontra diameter på ett 1,6 mm PCB.

I mönsterkortsdesign (PCB) består en via av två dynor i motsvarande positioner på olika kopparlager av kortet, som är elektriskt förbundna med ett hål genom kortet. Hålet görs ledande genom elektroplätering, eller är fodrat med ett rör eller en nit. Flerskikts-PCB med hög densitet kan ha microvior: blinda vior exponeras endast på ena sidan av brädet, medan begravda vior ansluter inre lager utan att exponeras på någon av ytorna. Termiska vior transporterar bort värme från kraftenheter och används vanligtvis i arrayer på cirka ett dussin komponenter.
En via består av:
1. Pipa — ledande rör som fyller det borrade hålet
2. Pad — ansluter varje ände av cylindern till komponenten, planet eller spåret
3. Antipad — öppningshål mellan pipan och metallskiktet som den inte är ansluten till

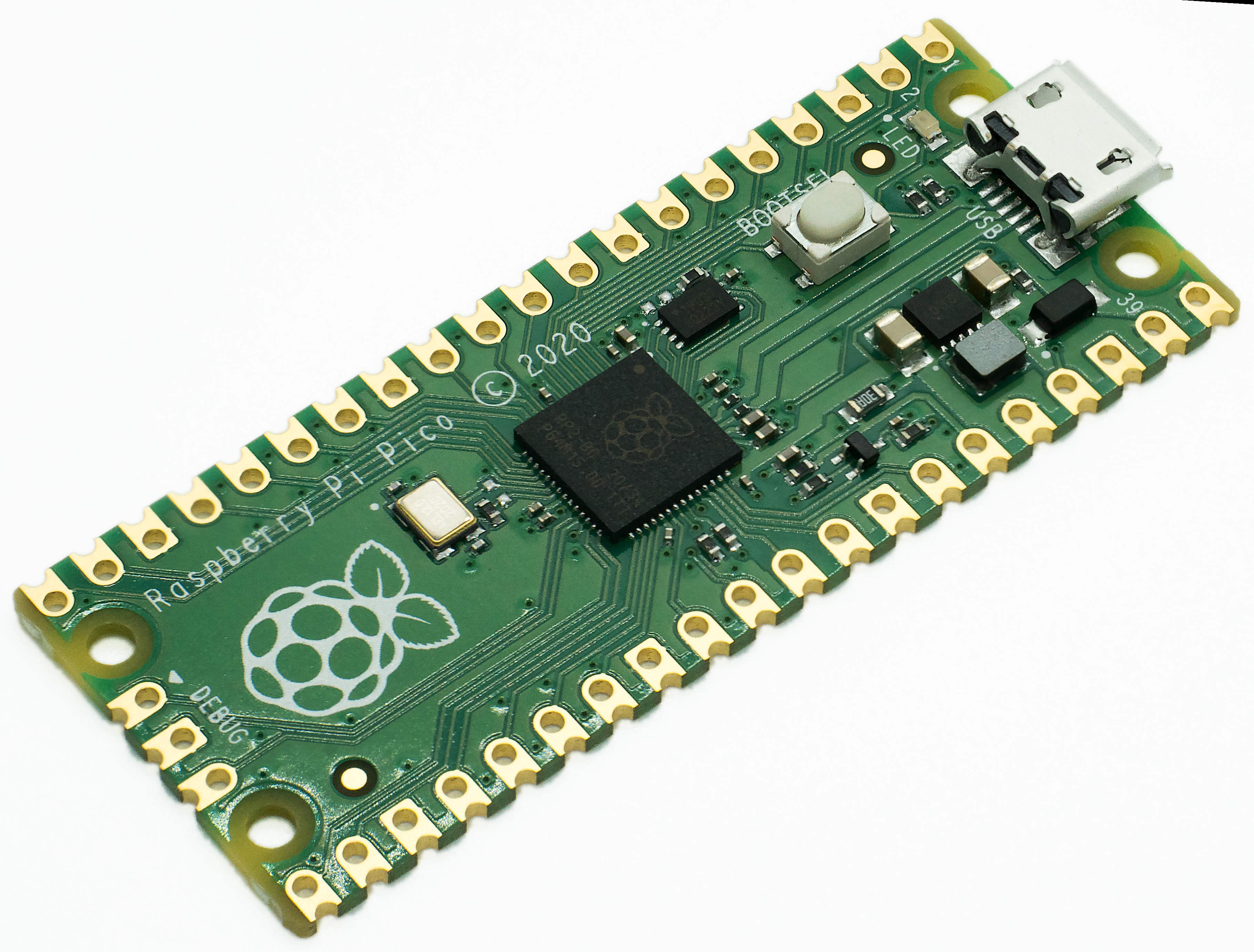
Raspberry Pi Pico med castellated hål

En via, ibland kallad PTV eller pläterad-genom-via, ska inte förväxlas med ett pläterat genomgående hål (PTH). En via används som en sammankoppling mellan kopparlager på ett PCB medan PTH vanligtvis görs större än vior och används som ett pläterat hål för acceptans av komponentledningar - som icke-SMT-motstånd, kondensatorer och DIP-paket IC. PTH kan också användas som hål för mekanisk anslutning medan vior inte gör det. En annan användning av PTH är känd som ett castellated hål där PTH är inriktat vid kanten av kortet så att det skärs på mitten när kortet fräses ut ur panelen - den huvudsakliga användningen är för att tillåta en PCB att lödas till en annan i en stapel - och fungerar således både som ett fäste och som ett kontaktdon.
Tre huvudtyper av vior visas i den högra figuren. De grundläggande stegen för att göra en PCB är att tillverka substratmaterialet och stapla det i lager, genomborra plätering av viorna och lägga kopparspårmönster med fotolitografi och etsning. Med denna standardprocedur är möjliga via-konfigurationer begränsade till genomgående hål. Djupkontrollerade borrtekniker som att använda lasrar kan möjliggöra mer varierande viatyper. Laserborrar kan också användas för mindre och mer exakt placerade hål än vad mekaniska borrar producerar. PCB-tillverkning börjar vanligtvis med en så kallad kärna, ett grundläggande dubbelsidigt PCB. Lager utöver de två första staplas från denna grundläggande byggsten. Om ytterligare två lager staplas i följd från botten av kärnan, kan man ha en 1-2 via, en 1-3 via och ett genomgående hål. Varje typ av via görs genom borrning vid varje staplingsskede. Om ett lager staplas på toppen av kärnan och det andra staplas från botten, är de möjliga via-konfigurationerna 1-3, 2-3 och genomgående hål. Användaren måste samla information om PCB-tillverkarens tillåtna metoder för stapling och möjliga vior. För billigare mönsterkort görs endast genomgående hål och antipad (eller spel) placeras på lager som inte ska komma i kontakt med vior.

## IPC 4761
- IPC 4761 definierar följande viatyper:
- Typ I: Tented via
- Typ II: Tented & täckt via
- Typ III-a: Pluggad via, tätad med icke-ledande material på ena sidan
- Typ III-b: Pluggad via, tätad med icke-ledande material på båda sidor
- Typ IV-a: Pluggad och täckt via, förseglad med icke-ledande material och täckt med våt lödmask på ena sidan
- Typ IV-b: Pluggad och täckt via, förseglad med icke-ledande material och täckt med våt lödmask på båda sidor
- Typ V: Fylld via, fylld med icke-ledande pasta
- Typ VI-a: Fylld & täckt via, täckt med torr film eller våt lödmask på ena sidan
- Typ VI-b: Fylld & täckt via, täckt med torr film eller våt lödmask på båda sidor
- Typ VII: Fylld och kapslad via, fylld med icke-ledande pasta och överpläterad på båda sidor

## Felfunktioner
Om de är välgjorda kommer PCB-vior primärt att felfungera på grund av differentiell expansion och sammandragning mellan kopparplätering och PCB i riktning utanför plan (Z). Denna differentiella expansion och sammandragning kommer att medföra cyklisk utmattning i kopparplätering, vilket så småningom resulterar i sprickutbredning och en elektrisk öppen krets. Olika konstruktions-, material- och miljöparametrar kommer att påverka hastigheten för denna nedbrytning. För att säkerställa viarobusthet sponsrade IPC en round-robin-övning som utvecklade en 'tid till fel'-kalkylator.

## Vior i integrerade kretsar
I en konstruktion med integrerade kretsar (IC) är en via en liten öppning i ett isolerande oxidskikt som tillåter en ledande anslutning mellan olika skikt. En via på en integrerad krets som passerar helt och hållet genom en kiselskiva eller stans kallas ett genom-chip via eller genom-kisel via (TSV). Genomgående glasvior (TGV) har studerats av Corning Glass för halvledarkapslingar, med anledning av den minskade elektriska förlusten hos glas- kontra silikonkapslingar. En via som förbinder det lägsta lagret av metall till diffusion eller poly kallas vanligtvis en "kontakt". 

## Galleri
|                                                             |
| Pläterade genomgående hål på ett flerskiktskort (förstorat) |

|                                                                              |
| Dubbelskiktad plätering i CAD. Vias gör EDA-placering möjlig. Mall:Fontcolor |

|                                                                                  |
| Plätering av pläterade genomgående hål: Ovan – Översta lager Neder – Bottenlager |

|                                         |
| Tvärskuren sektion av en flerskikts via |

|                                     |
| De små metalliska cirklarna är vior |

|                              |
| Fyllda vior utan synligt hål |

## Anteckningar
1. ↑  Genomgående hål per kärna. Det är möjligt, men dyrare, att skapa blinda eller nedgrävda vias genom att använda ytterligare kärnor och lamineringssteg. Det är också möjligt att bakborra och ta bort plätering från ena sidan till önskat lager, vilket lämnar det fysiska hålet som ett genomgående hål, men skapar den elektriska motsvarigheten till en persiennvia. Om ett PCB behöver tillräckligt många lager för att motivera blinda och nedgrävda vias, använder det förmodligen också tillräckligt små spår packade tillräckligt tätt för att kräva (laserborrade) mikrovias.